# Pericallimyia versicolor
Pericallimyia versicolor är en tvåvingeart som beskrevs av Villeneuve 1915. Pericallimyia versicolor ingår i släktet Pericallimyia och familjen spyflugor. Inga underarter finns listade i Catalogue of Life.